# Leichtathletik-Weltmeisterschaften 1987/10.000 m der Männer

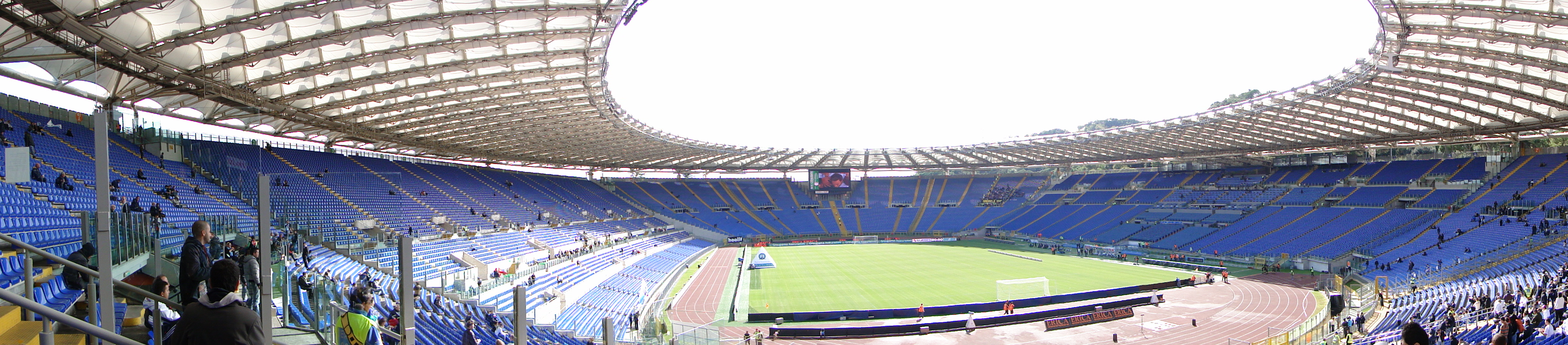
Das Olympiastadion in Rom

Der 10.000-Meter-Lauf der Männer bei den Leichtathletik-Weltmeisterschaften 1987 wurde am 29. August 1987 im Olympiastadion der italienischen Hauptstadt Rom ausgetragen.
Weltmeister wurde der Kenianer Paul Kipkoech. Den zweiten Rang belegte der italienische Vizeeuropameister von 1986 über 3000 Meter Hindernis Francesco Panetta, der hier eine Woche später auch den WM-Titel über 3000 Meter Hindernis errang. Bronze ging wie schon bei den Weltmeisterschaften vier Jahre zuvor an Hansjörg Kunze aus der DDR. Beim Finale gab es am Ende Unklarheiten bei der Rundenzählung, so dass einige Läufer das Rennen eine Runde zu früh beenden wollten und nach 24 Runden austrudelten.

## Rekorde

### Bestehende Rekorde
| Weltrekord               | 27:13,81 min | Fernando Mamede | Stockholm, Schweden           | 2. Juli 1984   |
| Weltmeisterschaftsrekord | 27:45,54 min | Fernando Mamede | WM 1983 in Helsinki, Finnland | 7. August 1983 |

### Rekordverbesserung
Weltmeister Paul Kipkoech aus Kenia verbesserte den bestehenden WM-Rekord am 29. August um 6,91 Sekunden auf 27:38,63 min.

## Durchführung
Bei 28 Teilnehmern wurde hier auf eine Vorrunde verzichtet, alle Läufer starteten in einem gemeinsamen Finale.

## Finale

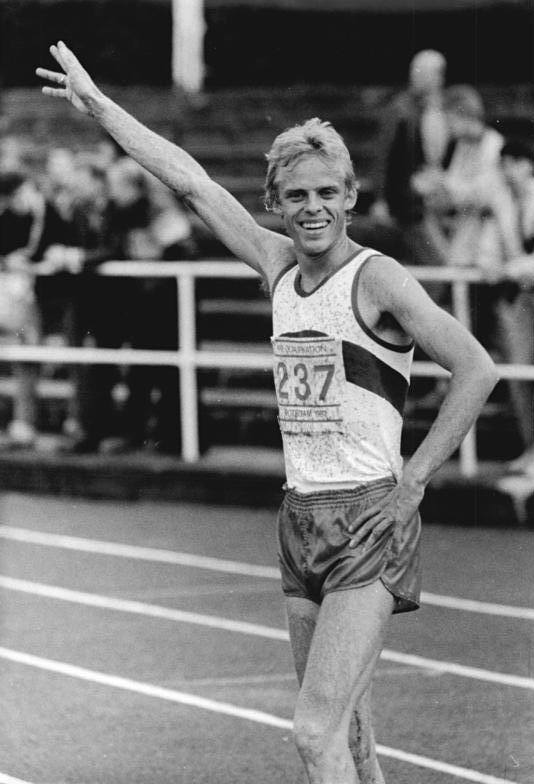
Hansjörg Kunze errang wie schon bei den Weltmeisterschaften vier Jahre zuvor die Bronzemedaille

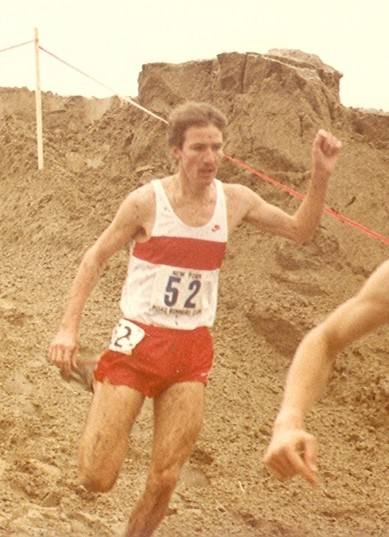
Ed Eyestone (hier bei den US XCountry Championships 1983) belegte Rang 21

29. August 1987
| Platz | Name                | Nation              | Zeit (min)  |
| ----- | ------------------- | ------------------- | ----------- |
| 1     | Paul Kipkoech       | Kenia               | 27:38,63 CR |
| 2     | Francesco Panetta   | Italien             | 27:48,98    |
| 3     | Hansjörg Kunze      | DDR                 | 27:50,37    |
| 4     | Arturo Barrios      | Mexiko              | 27:59,66    |
| 5     | Steve Binns         | Großbritannien      | 28:03,08    |
| 6     | Martin Vrábel       | Tschechoslowakei    | 28:05,59    |
| 7     | Spyros Andriopoulos | Griechenland        | 28:07,17 NR |
| 8     | Steve Plasencia     | USA                 | 28:11,38    |
| 9     | Jean-Louis Prianon  | Frankreich          | 28:19,47    |
| 10    | Rolando Vera        | Ecuador             | 28:20,24    |
| 11    | Ezequiel Canário    | Portugal            | 28:28,24    |
| 12    | Mats Erixon         | Schweden            | 28:29,08    |
| 13    | Paul Arpin          | Frankreich          | 28:29,21    |
| 14    | Zhang Guowei        | Volksrepublik China | 28:30,00    |
| 15    | Jon Solly           | Großbritannien      | 28:31,97    |
| 16    | Salvatore Antibo    | Italien             | 28:33,77    |
| 17    | Markus Ryffel       | Schweiz             | 28:34,58    |
| 18    | Brian Sheriff       | Simbabwe            | 28:34,96    |
| 19    | Paul McCloy         | Kanada              | 28:41,89    |
| 20    | Kozo Akutsu         | Japan               | 28:45,89    |
| 21    | Ed Eyestone         | USA                 | 29:00,33    |
| 22    | Some Muge           | Kenia               | 29:06,40    |
| 23    | Haji Bulbula        | Äthiopien           | 29:10,45    |
| 24    | Wodajo Bulti        | Äthiopien           | 29:17,09    |
| 25    | Habib Romdani       | Tunesien            | 29:21,35    |
| 26    | John Treacy         | Irland              | 29:22,14    |
| DNF   | Martti Vainio       | Finnland            |             |
| DNF   | Paul Williams       | Kanada              |             |
| DNS   | Gerard Donakowski   | USA                 |             |
| DNS   | Gerhard Hartmann    | Österreich          |             |

## Video
- 10,000m Final Men - World Athletics Championships, Rome 1987 auf youtube.com, abgerufen am 22. März 2020